# Colin Turkington
Colin Henry Turkington (Newry, 21 maart 1982) is een Noord-Ierse autocoureur. Zijn grootste succes is het winnen van het BTCC (British Touring Car Championship) in 2009. Hij reed toen met een BMW 320si voor Team RAC (West Surray Racing) van Dick Bennetts.
Voor het 2011 seizoen gaat Colin meedoen aan het STCC (Scandinavian Touring Car Championship). Hij racet dan voor het Flash Engineering team in een BMW 320si.

## Carrière

### British Touring Car Championship

#### Team Atomic Kitten (2002)
In 2002 maakte Turkington zijn debuut in het BTCC. Hij reed toen een 1 jaar oude MG ZS, gesponsord door de popgroep Atomic Kitten. Zijn teamgenoot was destijds Gareth Howell, die net als Colin overkwam van de Fiesta Cup. Colin eindigde het jaar als 14de algemeen en 6de bij de independents.

#### MG Racing / West Surrey Racing (2003–04)
In 2003 ging Colin een stapje hogerop. Hij werd namelijk fabrieksrijder voor het officiële MG-team in het BTCC. Hierbij won hij zijn eerste race op Brands-Hatch. Hij eindigde als 8ste algemeent. Ondanks dat het team de officiële ondersteuning van MG verloor werd Colin in 2004 6de algemeen en won hij 1 race dat seizoen op zijn thuiscircuit, Mondello Park.

#### VX-Racing (2005)
Voor het 2005 seizoen stapte Colin over naar het fabrieksteam van Vauxhall, VX-Racing, waarbij hij de kampioen van 2004 James Thompson verving. Colin werd 6de algemeen met de Vauxhall Astra Sport Hatch. Hij behaalde pole bij de eerste race van het seizoen (Donington Park) en twee overwinningen, namelijk op Croft en Mondello Park. Desondanks werd zijn contract niet verlengd.

#### Team RAC (WSR) (2006–2009)
Voor 2006 maakte Colin een terugkeer bij West Surrey Racing dat onder de naam van hun hoofsponsor RAC (Britse variant van de ANWB) reed, namelijk Team RAC. Het was ook de terugkeer naar de MG ZS die Colin al bestuurde in de seizoenen 2002-2004. Zijn teamgenoot in 2006 was Rob Collard. Colin had een sterke eerste helft van het seizoen, en was daardoor de grootste opponent van Matt Neal voor de titel. Alleen aan het einde van het seizoen haalde Jason Plato heb nog net in en zo werd hij 3de algemeen. Over het gehele seizoen behaalde Colin 2 overwinningen en 14 podia.
In 2007 had het team 2 BMW 320si E90 aangeschaft. De MG ZS was namelijk ondertussen al zeer verouderd en kon niet meer mee vechten voor de titel. Colins teamgenoot was debutant Tom Onslow-Cole. De eerste overwinning, en ook voor BMW in een zeer lange tijd, was tijdens de vierde ronde op het circuit van Croft. Colin pakte verder nog 2 overwinningen in het seizoen en werd uiteindelijk vijfde algemeen. Maar de grootste overwinning was het behalen van zijn eerste Independents Kampioenschap.
In 2008 kreeg Colin een nieuw teamgenoot, in de naam van F3 rijder Stephen Jelley. Turkington finishte alle 30 races, scoorde vier overwinningen, werd 4de algemeen in het kampioenschap en behaalde de Independents titel voor de 2de maal.
2009 was voorlopig het laatste seizoen dat Turkington in actie kwam in het BTCC, maar het was wel zijn succesvolste seizoen. Hij nam the kampioenschapsleiding halverwege het seizoen en gaf deze niet meer weg. Hij werd namelijk algemeen BTCC kampioen na een zinderende finale op Brands Hatch. Met maar 1 uitvalbeurt (in 30 races), 18 races op rij in de punten en 6 overwinningen pakte Colin het kampioenschap.

### World Touring Car Championship
Tijdens de ronde van Brands Hatch in 2007 maakte Colin zijn debuut in het WTCC in een door WSR geprepareerde RAC BMW 320si. Verder reed hij ook nog in Macau samen met Duncan Huisman in een AVIVA gesponsorde BMW 320si. Op Brands Hatch pakte in de eerste race een 3de plaats en in de tweede race een vierde plaats. Omdat de auto niet gehomologeerd was vanwege een sequentiele versnellingsbak, kreeg hij geen punten. In Macau werd hij 14de en 8ste.
Colin kon geen budget vinden voor het BTCC in 2010. Op 3 juni 2010 werd bekendgemaakt dat hij zou deelnemen aan 3 rondes van het 2010 WTCC kampioenschap. In Algarve, Brands Hatch en Brno reed hij door een WSR geprepareerd BMW 320si met eBay Motors sponsoring. In Brands Hatch was Colin de best geklasseerde BMW op de grid als 4de. In de eerste race werd hij 3de en in de tweede race tweede. Na de race van Brno lag hij 9de algemeen in het klassement. In oktober 2010 werd aangekondigd dat Colin en WSR ook zouden deelnemen aan de laatste 2 rondes in Okayama en Macau door middel van AVIVA-Cofco sponsoring. In Okayama, na een diskwalificatie van Farfus, pakte Colin zijn eerste overwinning in het WTCC.

## Carrièreoverzicht
| Jaar | Kampioenschap                                                                         |
| ---- | ------------------------------------------------------------------------------------- |
| 1998 | Northern Irish Metros Kampioen.                                                       |
| 2001 | Ford Credit Fiestas Kampioen.                                                         |
| 2002 | BTCC: Team Atomic Kitten/WSR (MG ZS), 14de algemeen.                                  |
| 2003 | BTCC: MG-Racing/WSR (MG ZS), 8ste algemeen met 1 overwinning.                         |
| 2004 | BTCC: WSR (MG ZS, 6de algemeen met 1 overwinning.                                     |
| 2005 | BTCC: VX Racing/888 (Vauxhall Astra Sport Hatch), 6de algemeen met 2 overwinningen.   |
| 2006 | BTCC: Team RAC/WSR (MG ZS), 3de algemeen met 2 overwinningen.                         |
| 2007 | BTCC: Team RAC/WSR (BMW 320si): 5de algemeen, Independents kampioen, 3 overwinningen. |
| 2008 | BTCC: Team RAC/WSR (BMW 320si): 4de algemeen, Independents kampioen, 4 overwinningen. |
| 2009 | BTCC: Team RAC/WSR (BMW 320si): Algemeen kampioen.                                    |
| 2010 | WTCC: WSR (BMW 320si), 1 overwinning.                                                 |
| 2011 | STCC: Flash Engineering (BMW 320si).                                                  |

1. 1 2  Driver Database.